# Skyldra gevär

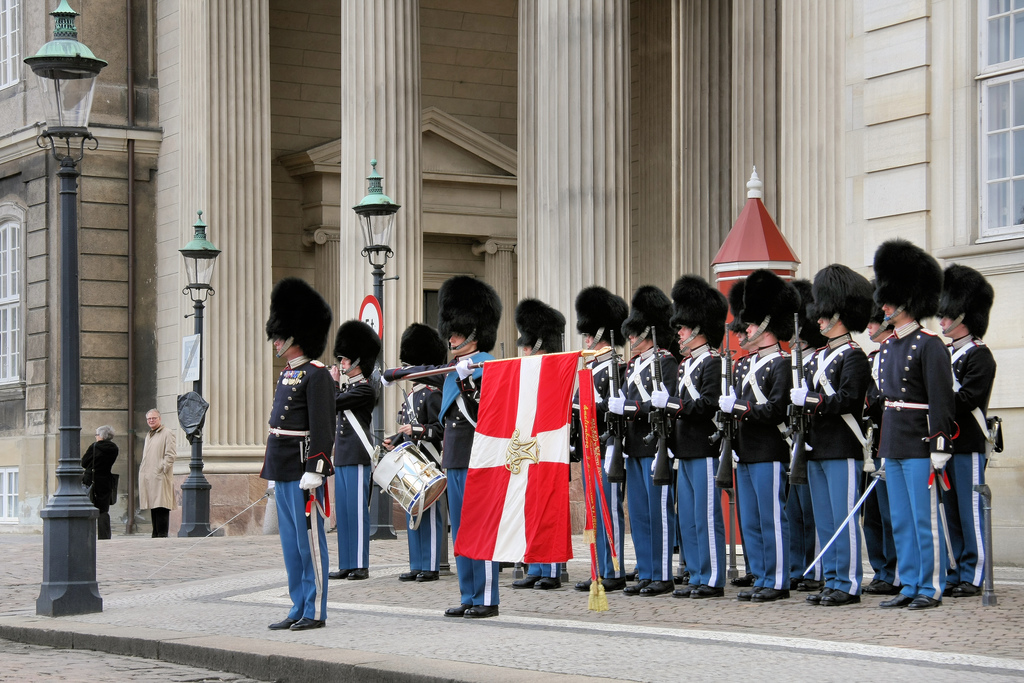
Den Kongelige Livgarde skyldrar gevär med automatkarbin och sabel på Amalienborgs borggård.

Skyldra gevär är en form av militär hälsning med vapen. Hälsningen används idag främst vid formella tillfällen som vid högvakt eller andra tillfällen när en fanvakt eller honnörsvakt är uppställd, exempelvis vid statsbesök. 
På kommando skyldra gevär lyfter truppen vapnet framför sig, hållet lodrätt med mynningen uppåt och undersidan framåt. Officerare med sabel eller värja som för befäl över truppen skyldrar genom att föra värjan, eller sabeln, från ansiktshöjd till att peka mot marken, snett ner åt höger.

## Historiskt
I de tidiga exercisreglementena från slutet av 1600-talet används skyldra med musköt som ett led i exerceringen och handgreppen för infanteriet (år 1706), likaså när soldaten/officeren skulle svära trohetseden (år 1695). Skyldra med edert gevär användes även av artilleriet i exercis med Zintrör (år 1710) tex.